# بنکس اسپرینگز، لوئیزیانا
بنکس اسپرینگز (به انگلیسی: Banks Springs) یک منطقهٔ مسکونی در ایالات متحده آمریکا است که در لوئیزیانا واقع شده‌است. بنکس اسپرینگز ۸٫۱ کیلومتر مربع مساحت و ۱٬۱۹۲ نفر جمعیت دارد و ۶۰٫۹۶ متر بالاتر از سطح دریا واقع شده‌است.